# Никшич
Ни́кшич (чорн. Nikšić/Никшић) — місто в Чорногорії, адміністративний центр муніципалітету. Населення — 58 212 осіб (2003).

## Історія
Засноване у IV столітті як римський військовий табір під назвою Андерба (лат. Castrum Anderba). Після заселення регіону слов'янами на початку VII століття місто змінило назву на Оногошт.
Після османського завоювання турки збудували на місці середньовічної цитаделі фортецю, що отримала назву Бедем (з чорногорської — «мур», «вал»).
В XVII сторіччі Никшич був перетворений на центр Захумської митрополії, яку очолив владика Василь (майбутній святий Василь Острозький). Але під тиском османської влади митрополит змушений був перебратися до гірського монастиря Острог.
У 1877 році, коли Чорногорією правив Нікола I Петрович, османці були вигнані і Нікшича було звільнено. Це привабило нових поселенців і дало новий імпульс розвитку міста (тоді він уже називався Никшич).
У 1883 році було складено план розвитку Никшича, який почав реалізовувати архітектор-містобудівник Йосип Сладе з Трогіра. В місті з'явилися широкі вулиці, що променями розходилися на північ і схід, та торговельна площа у французькому стилі. Прикрасами міста став князівський палац, кафедральний собор Василя Острозького (його звели російським коштом та за російським проєктом) та Царський міст. Перші три десятиліття після складання плану характеризуються зростанням міського виробництва та торгівлі, появою у місті різних культурних та освітніх організацій.
Під час другої світової війни місто зазнало великих руйнувань внаслідок бомбардувань американської авіації — за закликом мсцевого руху опору. Натомість після війни місто було оновлено та реконструйовано, з'єднано залізницею з Подгорицею, а завдяки будівництву великого металургійного комбінату стало одним із важливих промислових центрів Чорногорії.

## Відомі уродженці
- Мірко Вучинич — чорногорський футболіст, півзахисник, нападник збірної Чорногорії та клубу «Ювентус».
- Мілорад Гайович (1974) — чорногорський боксер та кікбоксер, призер чемпіонату Європи серед аматорів.
- Міло Джуканович — колишній прем'єр-міністр Чорногорії (з 29 лютого 2008 до 21 грудня 2010 р.).
- Ніна Жижич — співачка, учасниця «Євробачення — 2013» від Чорногорії.
- Сташа Зайович — чорногорська феміністка, пацифістка та публіцистка.
- Радміла Мілянич — чорногорська гандболістка, олімпійська медалістка (срібло, Лондон 2012).
- Стеван Караджич — сербський баскетболіст і тренер.

## Міста-побратими
- Comunità Montana Monti Ernicid, Італія[3]
- Lazarevacd, Сербія[3]
- Želinod, Північна Македонія[3]
- Арілєd, Сербія[3]
- Бриндізі, Італія[3]
- Білеча, Боснія і Герцеговина[3]
- Валєво, Сербія[3]
- Вербас, Сербія[3]
- Гацько, Боснія і Герцеговина[3]
- Жирона, Іспанія[3]
- Копер, Словенія[3]
- Копривниця, Хорватія[3]
- Куманово, Північна Македонія[3]
- Люблін, Республіка Польща (24 березня 2015)[1][2]
- Мурська Собота, Словенія[3]
- Невесинє, Боснія і Герцеговина[3]
- Охрид, Північна Македонія[3]
- Прилеп, Північна Македонія[3]
- Струмиця, Північна Македонія[3]
- Требинє, Боснія і Герцеговина[3]
- Тузла, Боснія і Герцеговина[3]
- Фоча, Боснія і Герцеговина[3]
- Чифен, КНР[3]
- Яйце, Боснія і Герцеговина[3]
- Ґрадачац, Боснія і Герцеговина[3]